# 數位控制
數位控制（Digital control）是控制理论中的一種，利用數位電子計算機作為控制器。
數位控制系統可以是单片机、特殊應用積體電路（ASIC），也可以是標準的桌上型電腦，依需求而定。
數位控制系統屬於离散系統，其中會用Z轉換代替拉普拉斯变换。而數位電腦的精度是有限的（參見量化），因此需額外考慮係數的誤差、類比數位轉換器、數位類比轉換器是否會造成非預期的影響。
第一台數位電腦阿塔纳索夫-贝瑞计算机在1940年代初問世，現今的數位電腦價格和之前相比有大幅的下降。數位電腦因為以下原因成為控制系統中的關鍵元件。
- 便宜：許多微控制器的價格在美金5元以下。
- 彈性：容易透過軟體進行規劃，也可以重新規劃。
- 擴充性：只要沒有超過記憶體或是儲存裝置的限制，程式可以在不用其他成本的情形下進行擴充。
- 適應性：程式參數可以隨時間而調整（自适应控制）。
- 靜態條件：和电容器、电感元件相比，數位電腦比較不容易受到環境條件的影響。

## 數位控制器的實現
在回控系統中，數位控制器一般會和受控設備串接，系統其餘的部份可能是數位的，也可能是類比的。
一般而言，數位控制器會需要：
- 類比數位轉換器將類比訊號轉換為機器可以讀取（數位）的格式。
- 數位類比轉換器將輸出輸出轉換為可以輸出給受控設備的類比訊號。
- 將輸入轉換為輸出的程式

### 輸出程式
數位控制器的輸出是目前輸入取樣、以前輸入取樣、以前輸出取樣值的函數，這可以用在暫存器存放不同時間輸入及輸出的數據來達成。輸出可以表示成上述數值加權相加後的和。
程式有許多不同的形式，也可以表示許多的函數。
- 低通滤波用的数字滤波器。
- 系統的状态空间模型，可以做為狀態觀測器使用
- 遠測系統

### 穩定性
數位控制器的穩定性和類比控制器不同，可能同一種控制用類比控制器實現時是穩定的，但是用數位控制器實現時，會因為取樣週期太長而變的不穩定。在取樣時的混疊會改變截止參數，因此取樣率會影響系統的暫態響應以及其穩定性，而且需要快速的更新控制器的輸入，以避免因為更新不及而造成不穩定。
若將系統的頻率轉換為z運算子，也可以將穩定性判据應用在數位系統中。奈奎斯特稳定判据可以應用在z域的轉換函數，也可以用在複變函數中。波德穩定性理論也大致可以採用。
可以透過數位系統的特徵多項式來判斷系統的穩定性。